# Хэ Юн
Хэ Юн (кит. упр. 何勇; род. 12 октября 1940) — китайский партийный и политический деятель, секретарь ЦК КПК (2002—2012), заместитель секретаря Центральной комиссии КПК по проверке дисциплины (1997—2012, с 2002 года — 1-й), министр контроля КНР (1998—2002), перед чем замминистра (с 1987).
Член КПК с дек. 1958 года, член Посткома ЦКПД 15, 16, 17 созывов, член ЦК КПК 15 созыва, секретарь ЦК КПК 16—17 созывов.

## Биография
По национальности ханец.
Окончил Тяньцзиньский университет, где учился в 1960—1967, старший инженер.
В 1968—1983 работал на заводе № 238, который возглавлял с 1978 года.
В 1983—1985 замдиректора отдела науки, технологии и промышленности для нацобороны пров. Хэбэй.
В 1985—1986 гендиректор отдела кадров министерства оборонной промышленности.
В 1986—1987 замглавы Орготдела ЦК КПК.
В 1987—1998 замминистра, в 1998—2002 министр контроля КНР.
В 1997—2012 заместитель секретаря Центральной комиссии КПК по проверке дисциплины. При перечислении заместителей секретаря утверждённых по результатам 16 и 17 съездов указывался первым, 15-го — вторым.
Являлся членом Постоянного комитета Президиума 17-го Всекитайского съезда КПК (2007).